# Ударная ионизация
Уда́рная иониза́ция — физическая модель, описывающая ионизацию атома при «ударе о него» электрона или другой заряженной частицы — например, позитрона, иона или «дырки». Явление наблюдается как в газах, так и в твёрдых телах, например в полупроводниках.
В полупроводниках электрон или дырка, обладающие достаточно высокой кинетической энергией (по крайней мере превосходящей ширину запрещённой зоны), могут ионизовать кристалл и создать в нём электронно-дырочную пару. В состояния с высокой энергией носители заряда попадают в сильном электрическом поле, а также при поглощении фотона или при инжекции (через туннельный барьер или гетеропереход с разрывом зон на границе).

## Количественные характеристики
Для количественного описания ионизации в сильном поле {\displaystyle F} служит коэффициент ударной ионизации (см-1)
{\displaystyle \alpha _{ii}=a\,\exp(-b/F),\quad a={\rm {const}},\,\,b={\rm {const}}}.
Он задаёт число ионизаций, осуществляемых одним электроном, дыркой или другой частицей на единичном пути, и играет роль показателя интенсивности размножения. Символы {\displaystyle ii} означают англ. impact ionization.
При моделировании, особенно методом Монте-Карло, поведения высокоэнергетичных носителей используют темп ударной ионизации {\displaystyle \tau _{ii}^{-1}} (с-1) как функцию энергии. Темп — это обратное характерное время до соответствующего события, в данном случае до акта ионизации.
Мерой ударной ионизации может также выступать квантовый выход {\displaystyle P_{ii}} — среднее число ионизаций, совершаемых частицей при движении в рассматриваемой области, например от инжекции до полной релаксации по энергии.
Для электронов в одном из основных материалов полупроводниковой техники — кремнии, {\displaystyle \alpha _{ii}} составляет {\displaystyle \sim 10^{3}} см-1 при {\displaystyle F=2\cdot 10^{5}} В/см и {\displaystyle 10^{5}} см-1 при {\displaystyle F=5\cdot 10^{5}} В/см. Темп {\displaystyle \tau _{ii}^{-1}(E)} (с-1) изменяется с энергией электрона {\displaystyle E}, отсчитываемой в эВ от края зоны проводимости Si, примерно как {\displaystyle 10^{11}(E-E_{g})^{4.6}}, а выход {\displaystyle P_{ii}(E)} в случае {\displaystyle F=0} равен 0.01 для {\displaystyle E=2.1} эВ и 0.5 для {\displaystyle E=3.6} эВ. Энергетическим порогом для {\displaystyle \tau _{ii}^{-1}(E)} и {\displaystyle P_{ii}(E)}, ниже которого эти величины равны нулю, является ширина запрещённой зоны {\displaystyle E_{g}} (1.1 эВ).